# Philonotis hawaica
Philonotis hawaica är en bladmossart som beskrevs av Brotherus 1904. Philonotis hawaica ingår i släktet källmossor, och familjen Bartramiaceae. Inga underarter finns listade i Catalogue of Life.